# ماكوتو واتانابي
ماكوتو واتانابي (باليابانية: 渡辺 誠) (25 سبتمبر 1980 في شيزوكا في اليابان – )؛ هو لاعب كرة قدم ياباني سابق كان يلعب كلاعب وسط.

## وصلات خارجية
- ماكوتو واتانابي على موقع رابطة كرة القدم اليابانية للمحترفين (اليابانية)
- ماكوتو واتانابي على موقع Soccerway.com (الإنجليزية)